# Mučenje in kastracija ukrajinskega ujetnika v Privillji
V juliju 2022 so bili na spletu objavljeni posnetki mučenja, kastracije in umora ukrajinskega vojnega ujetnika v sanatoriju Privillja s strani ruskih vojakov. Videoposnetek je nastal med Rusko invazijo na Ukrajino in je sprožil močan mednarodni odziv, obsodbe različnih organizacij za človekove pravice ter dobil oznako vojnega zločina.

## Pojav posnetka
28. julija 2022 se je na ruskem Telegram kanalu pojavil posnetek visoke ločljivosti, ki je prikazoval skupino ruskih vojakov, ki so mučili, kastrirali in usmrtili ukrajinskega vojnega ujetnika. Identiteta žrtve ni znana.
V začetku posnetka ruski vojaki teptajo žrtev, dokler ta ne pade v nezavest. Nato jo zasmehujejo, zvežejo in zalepijo usta. V posnetku izstopa manjši ruski vojak širše postave z velikim klobukom. Ta z nožem prereže hlače žrtve, ki leži na trebuhu in razkrije njene genitalije. Nato mu odreže celotne genitalije in jih pokaže kameri.
Naslednji dan se je na ruskih Telegram kanalih pojavil video z isto žrtvijo in osebo, ki je izvedla kastracijo. Domnevno gre za nadaljevanje prvega. Žrtev leži na trebuhu in je občasno pri zavesti. Zopet mu usta zaprejo s črnim lepilnim trakom ter vržejo odrezane genitalije v smer njegovega obraza. Nato skupina vojakov z vrvjo privezano okoli nog žrtve le-to odvlečejo v manjši jarek. Tam ga »protagonist« posnetka ustreli v glavo.

## Preiskava Bellingcat
Skupina preiskovalnih novinarjev Bellingcat je 5. avgusta sporočila, da je posnetek geolocirala v sanatorij v mestu Privillja v okupirani Luganski oblasti ter da je po telefonu zaslišala domnevnega protagonista. Na posnetku je bil viden bel avto z oznako Z (simbol, ki označuje ruska vozila in se pogosto pojavlja v ruski propagandi). Isti avtomobil je bil viden v zgodnejših uradnih posnetkih iz različnih ruskih kanalov borcev Ahmat v tovarni Azot med zasedbo mesta Sjevjerodoneck. Privillija je bila okupirana od začetka julija 2022.
Bellingcat in Conflict Intelligence Team (neodvisna preiskovalna skupina iz Rusije) sta identificirala vojaka, ki je izvajal kastracijo ter vse vojake videne v posnetku kot člane skupine Akhmat (čečenska paravojaška formacija). »Protagonist« z izstopajočim klobukom je bil identificiran kot Očur-Suge Monguš iz Tuve. Skupini sta tudi poročali, da niso našli nobenih dokazov, da bi bil video prirejen ali kako drugače predelan.

## Odzivi

### V Ukrajini
Varuh človekovih pravic Dmitro Lubinec je napovedal prošnjo uradu generalnega državnega tožilca Ukrajine za preiskavo vojnega zločina kršitve Ženevske konvencije in da bodo zaprosili Odbor Združenih narodov proti mučenju in Odbor Sveta Evrope za preprečevanje mučenja za organizacijo nujnega obiska v Rusiji in okupiranih ozemljih Ukrajine.

### Mednarodni
Predstavnik EU Josep Borrell je 29. julija v izjavi vsebino posnetka opisal kot »grozljivo« in »gnusno grozodejstvo« Istega dne je Marie Struthers, direktorica Amnesty International za vzhodno Evropo in srednjo Azijo, dejala: »Ta grozljiv napad je še en očiten primer popolnega zanemarjanja človeškega življenja in dostojanstva v Ukrajini, ki so ga zagrešile ruske sile. Vse tiste, ki so osumljeni kazenske odgovornosti, je treba preiskati in jih, če obstaja dovolj dopustnih dokazov, preganjati v poštenih sojenjih pred običajnimi civilnimi sodišči in brez uporabe smrtne kazni.« 
Misija Združenih narodov za spremljanje človekovih pravic v Ukrajini je na Facebooku objavila izjavo, v kateri je močno obsodila dejanje ter dodala da v primeru resničnosti gre za vojni zločin.